# Epichnopterix transvalica
Epichnopterix transvalica is een vlinder uit de familie van de zakjesdragers (Psychidae). De wetenschappelijke naam van de soort werd in 1910 gepubliceerd door George Francis Hampson.